# Microlobius foetidus
Microlobius foetidus là một loài thực vật có hoa trong họ Đậu. Loài này được (Jacq.) M.Sousa & G.Andrade miêu tả khoa học đầu tiên.